# Хрустицький Володимир Владиславович
Володимир Владиславович Хрустицький (23 лютого 1930 — 20 червня 2007) — військовий діяч, генерал-лейтенант ЗС СРСР. Позаштатний радник Командувача Національної гвардії України.

## Біографія
Народився 23 лютого 1930 року в родині Героя Радянського Союзу Владислава Хрустицького. З 1941 року виховувався в дитячому будинку імені Кірова у Ленінграді. У 1944–1945 роках був сином полку 30-ї гвардійської танкової бригади Ленінградського, Прибалтійського фронтів.
У 1949 році закінчив Київське училище самохідної артилерії імені М. В. Фрунзе; у 1962 році — Військову академію бронетанкових військ; в 1973 році — Військову академію Генерального штабу, в 1981 році — вищі академічні курси при Військовій академії Генерального штабу.
Службу проходив на посадах командира танкового взводу, роти, батальйону, заступника командира танкового полку, командира полку, заступника командира мотострілецької дивізії у Ленінградському, Київському, Уральськом, Білоруському, Північно-Кавказькому, Забайкальському військових округах, у Групі радянських військ у Німеччині.
Після закінчення Військової академії Генерального штабу — командир 20 танкової дивізії (Північна група військ). Перший заступник командувача 35-ї загальновійськової армії (Червонопрапорний Далекосхідний військовий округ). У 1979—1989 роках — заступник командувача Тихоокеанським флотом. За час служби був головою Державної комісії з випробувань автоматичної стрілецької зброї калібру 5,45 мм конструкторів Калашникова і Константинова (1974); по випробуванню БТР-70 і танків Т-80, Т-72 (1979). Брав участь у далеких морських походах. Був начальників гарнізону міста Владивостока. У 1989 році звільнився зі Збройних сил за станом здоров'я, інвалід 2-ї групи.

Могила В. Хрустицького

Після звільнення працював у складі Державної делегації України по розділу Чорноморського флоту, був радником командувача Військово-морських сил України, Головою комітету сприяння створенню ВМС України, одним із засновників Головного науково-дослідного центру Генерального штабу Збройних сил України. Брав участь у роботі 1-го і 2-го Всесвітнього конгресу українців, Конгресу національно-демократичних сил, з'їздів офіцерів України.
На початку 2007 року прийняв чернечий сан з іменем Варлаам. Помер 20 червня 2007 року. Похований на кладовищі Свято-Покровського монастиря Голосіївській пустині.

## Нагороди
Нагороджений двома орденами Червоної Зірки, орденом «За службу Батьківщині в ЗС СРСР» III ступеня, медаллю «За бойові заслуги», та більш ніж 30 медалями СРСР, України, іноземних держав, громадських організацій та Української православної церкви серед яких також:
- Орден Богдана Хмельницького III ступеня (2000)[1]
- Відзнака «Знак пошани» (2004)[2]